# NGC 5707
NGC 5707 (również PGC 52266 lub UGC 9428) – galaktyka spiralna (Sab), znajdująca się w gwiazdozbiorze Wolarza. Odkrył ją Lewis A. Swift w 1878 roku. Tworzy optyczną parę z galaktyką PGC 52269, jednak galaktyki te nie są ze sobą fizycznie związane – PGC 52269 znajduje się około pół miliarda lat świetlnych dalej od Ziemi.

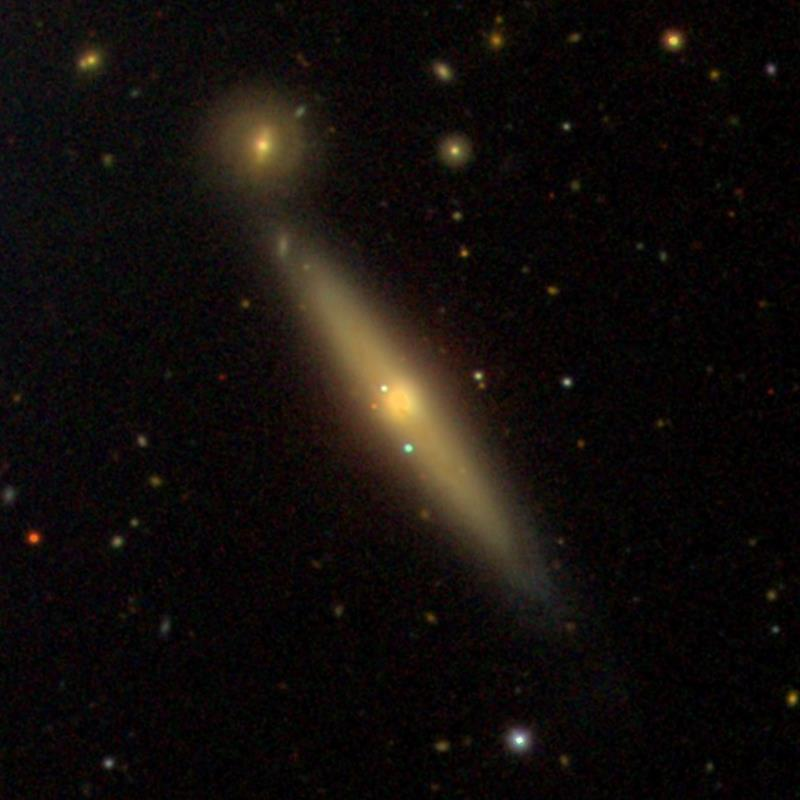
Galaktyki NGC 5702 i PGC 52269 (SDSS)